# Duitsland op de Olympische Zomerspelen 1928
Duitsland nam deel aan de Olympische Zomerspelen 1928 in Amsterdam, Nederland. Duitsland was weer welkom nadat het niet was uitgenodigd voor de Spelen van 1920 en 1924. Dit vanwege de Duitse rol in de Eerste Wereldoorlog. Na zestien jaar afwezigheid haalden ze 31 medailles, goed voor de tweede plaats in het medailleklassement, achter de Verenigde Staten.

## Medailleoverzicht
| Sport           | Olympiër | Discipline                 | Medaille |
| --------------- | --- | -------------------------- | -------- |
| Atletiek        | Lina Radke | 800m (v)                   | Goud     |
| Gewichtheffen   | Kurt Helbig | -67,5kg (m)                | Goud     |
| Gewichtheffen   | Josef Strassberger | +82,5kg (m)                | Goud     |
| Paardensport    | Carl Friedrich von Langen | dressuur individueel       | Goud     |
| Paardensport    | Eugen von Lotzbeck Hermann Linkenbach Carl Friedrich von Langen | dressuur team              | Goud     |
| Roeien          | Kurt Moeschter Bruno Müller | twee-zonder (m)            | Goud     |
| Schermen        | Helene Mayer | floret (v)                 | Goud     |
| Waterpolo       | Max Amann Otto Cordes Karl Bähre Fritz Gunst Emil Benecke Erich Rademacher Johann Blank Joachim Rademacher | mannen                     | Goud     |
| Worstelen       | Kurt Leucht | -58kg Grieks-Romeins (m)   | Goud     |
| Zwemmen         | Hilde Schrader | 200m schoolslag (v)        | Goud     |
| Atletiek        | Georg Lammers Richard Corts Hubert Houben Helmut Körnig | 4x100m (m)                 | Zilver   |
| Atletiek        | Otto Neumann Harry Storz Richard Krebs Hermann Engelhard | 4x400m (m)                 | Zilver   |
| Boksen          | Ernst Pistulla | -79,38kg (m)               | Zilver   |
| Schermen        | Erwin Casmir | floret (m)                 | Zilver   |
| Worstelen       | Eduard Sperling | -67,5kg Grieks-Romeins (m) | Zilver   |
| Worstelen       | Adolf Rieger | -82,5kg Grieks-Romeins (m) | Zilver   |
| Zwemmen         | Erich Rademacher | 200m schoolslag (m)        | Zilver   |
| Atletiek        | Georg Lammers | 100m (m)                   | Brons    |
| Atletiek        | Helmut Körnig | 200m (m)                   | Brons    |
| Atletiek        | Joachim Büchner | 400m (m)                   | Brons    |
| Atletiek        | Hermann Engelhard | 800m (m)                   | Brons    |
| Atletiek        | Emil Hirschfeld | kogelstoten (m)            | Brons    |
| Atletiek        | Rosa Kellner Helene Schmidt Anni Holdmann Helene Junker | 4x100m (v)                 | Brons    |
| Gewichtheffen   | Hans Wölpert | -60kg (m)                  | Brons    |
| Hockey          | Bruno BocheKarl-Heinz Irmer Georg Brunner Herbert Kemmer Heinz Förstendorf Fritz Lincke Erwin Franzkowiak Herbert Müller Werner Freyberg Werner Proft Theodor Haag Heinz Schäfer Hans Haußmann Gerd Strantzen Kurt Haverbeck Kurt Weiß Aribert Heymann Rolf Wollner Herbert Hobein Heinz Wöltje Fritz Horn Erich Zander | mannen                     | Brons    |
| Moderne vijfkap | Helmut Kahl | mannen                     | Brons    |
| Paardensport    | Bruno Neumann | eventing individueel       | Brons    |
| Schermen        | Olga Oelkers | floret (v)                 | Brons    |
| Wielrenne       | Karl Köther Hans Bernhardt | tanden (m)                 | Brons    |
| Worstelen       | Georg Gehring | +82,5kg Grieks-Romeins (m) | Brons    |
| Zwemmen         | Charlotte Mühe | 200m schoolslag (v)        | Brons    |

## Deelnemers en resultaten

### Atletiek
| Olympiër                                                 | Discipline               | Resultaat    | Prestatie                                                                                           |
| -------------------------------------------------------- | ------------------------ | ------------ | --------------------------------------------------------------------------------------------------- |
| Richard Corts                                            | 100m (m)                 | 8e           | serie 1: 2de in 11,0 kwartfinale 2: 2de in 11,0 halve finale 2: 4de in 10,8                         |
| Hubert Houben                                            | 100m (m)                 | 7e           | serie 8: 1ste in 11,0 kwartfinale 3: 2de halve finale 1: 4de in 10,7                                |
| Georg Lammers                                            | 100m (m)                 | Brons        | serie 9: 1ste in 10,8 kwartfinale 6: 2de halve finale 2: 2de in 10,7 finale: 3de in 10,9            |
| Friedrich-Wilhelm Wichmann                               | 100m (m)                 | DNS          | serie 2: niet gestart                                                                               |
| Helmut Körnig                                            | 200m (m)                 | Brons        | serie 10: 1ste in 23,4 kwartfinale 6: 1ste in 21,6 halve finale 2: 1ste in 21,8 finale: 3de in 21,9 |
| Hermann Schlöske                                         | 200m (m)                 | kwartfinale  | serie 7: 2de in 25,0 kwartfinale 2: 3de                                                             |
| Jakob Schüller                                           | 200m (m)                 | 6e           | serie 4: 1ste in 22,0 kwartfinale 1: 1ste in 22,0 halve finale 1: 3de in 22,1 finale: 6de in 22,2   |
| Jochen Büchner                                           | 400m (m)                 | Brons        | serie 5: 1ste in 50,2 kwartfinale 6: 1ste in 48,6 halve finale 2: 1ste in 48,6 finale: 3de in 48,2  |
| Otto Neumann                                             | 400m (m)                 | kwartfinale  | serie 14: 1ste in 50,6 kwartfinale 2: 3de                                                           |
| Reinhold Schmidt                                         | 400m (m)                 | kwartfinale  | serie 15: 1ste in 50,0 kwartfinale 1: 4de                                                           |
| Harry Storz                                              | 400m (m)                 | 5e           | serie 7: 1ste in 50,6 kwartfinale 4: 1ste in 49,4 halve finale 1: 3de in 49,0 finale: 5de in 48,8   |
| Hermann Englehard                                        | 800m (m)                 | Brons        | serie 5: 2de in 1.57,0 halve finale 2: 3de in 1.56,8 finale: 3de in 1.53,2                          |
| Fredy Müller                                             | 800m (m)                 | 12e          | serie 7: 3de in 1.59,4 / halve finale 3: 6de in 1.53,8                                              |
| Otto Peltzer                                             | 800m (m)                 | halve finale | serie 2: 1ste in 1.57,4 / halve finale 1: 5de in 1.56,3                                             |
| Max Tarnogrocki                                          | 800m (m)                 | series       | serie 3: 4de in 1.59,9                                                                              |
| Herbert Böcher                                           | 1500m (m)                | DNF          | serie 2: 1ste in 3.59,6 finale: niet gefinisht                                                      |
| Hans-Helmuth Krause                                      | 1500m (m)                | 7e           | serie 6: 2de finale: 7de in 3.59,0                                                                  |
| Otto Peltzer                                             | 1500m (m)                | series       | serie 5: 4de                                                                                        |
| Hans Wichmann                                            | 1500m (m)                | 4e           | serie 1: 1ste in 4.03,0 finale: 4de in 3.56,8                                                       |
| Willi Boltze                                             | 5000m (m)                | series       | serie 2: 7de in 15.33,0                                                                             |
| Otto Kohn                                                | 5000m (m)                | series       | serie 3: 5de                                                                                        |
| Willi Boltze                                             | 110m horden (m)          | series       | serie 6: 2de                                                                                        |
| Georg Lammers Richard Corts Hubert Houben Helmut Körnig  | 4x100m (m)               | Zilver       | serie 2: 2de finale: 2de in 41,2                                                                    |
| Otto Neumann Richard Krebs Harry Storz Hermann Engelhard | 4x400m (m)               | Zilver       | serie 2: 1ste in 3.20,8 finale: 2de in 3.14,8                                                       |
| Paul Gerhardt                                            | marathon (m)             | 50e          | 3:09.30                                                                                             |
| Georg Hörger                                             | marathon (m)             | 46e          | 2:59.01                                                                                             |
| Paul Hempel                                              | marathon (m)             | 31e          | 2:52.01                                                                                             |
| Kurt Schneider                                           | marathon (m)             | 47e          | 2:59.36                                                                                             |
| Hans Stelges                                             | marathon (m)             | 19e          | 2:45.27                                                                                             |
| Franz Wanderer                                           | marathon (m)             | DNF          | niet gefinisht                                                                                      |
| Rudi Dobermann                                           | verspringen (m)          | 18e          | groep 4: 6de met 6,91m                                                                              |
| Erich Köchermann                                         | verspringen (m)          | 5e           | groep 1: 3de met 7,35m finale: 5de met 7,35m                                                        |
| Willi Meier                                              | verspringen (m)          | 4e           | groep 2: 2de met 7,39m finale: 4de met 7,39m                                                        |
| Helmut Schlöske                                          | verspringen (m)          | 15e          | groep 3: 4de met 6,99m                                                                              |
| Wolf Boneder                                             | hoogspringen (m)         | 16e          | kwalificatie: 1ste met 1,83m finale: 16de met 1,80m                                                 |
| Fritz Huhn                                               | hoogspringen (m)         | 17e          | kwalificatie: 1ste met 1,83m finale: 17de met 1,70m                                                 |
| Fritz Köpke                                              | hoogspringen (m)         | 11e          | kwalificatie: 1ste met 1,83m finale: 11de met 1,84m                                                 |
| Julius Müller                                            | polsstokhoogspringen (m) | 9e           | kwalificatie: 3de met 3,66m finale: 9de met 3,65m                                                   |
| Emil Hirschfeld                                          | kogelstoten (m)          | Brons        | groep 2: 1ste met 15,72m finale: 3de met 15,72m                                                     |
| Wilhelm Uebler                                           | kogelstoten (m)          | 6e           | groep 1: 3de met 14,69m finale: 6de met 14,69m                                                      |
| Hermann Hänchen                                          | discuswerpen (m)         | 14e          | groep 2: 5de met 42,08m                                                                             |
| Hans Hoffmeister                                         | discuswerpen (m)         | 25e          | groep 3: 7de met 39,15m                                                                             |
| Ernst Paulus                                             | discuswerpen (m)         | 7e           | groep 4: 2de met 44,15m                                                                             |
| Bruno Schlokat                                           | speerwerpen (m)          | 5e           | groep 4: 1ste met 63,40m finale: 5de met 63,40m                                                     |
| Erich Stoschek                                           | speerwerpen (m)          | 11e          | groep 1: 3de met 59,86m                                                                             |
| Hugo Barth                                               | tienkamp (m)             | 11e          | 5885 punten                                                                                         |
| Erwin Huber                                              | tienkamp (m)             | 15e          | 5789 punten                                                                                         |
| Wilhelm Ladewig                                          | tienkamp (m)             | 10e          | 5964 punten                                                                                         |
| Hermann Lemperle                                         | tienkamp (m)             | 19e          | 5484 punten                                                                                         |
|                                                          |                          |              | |
| Anni Holdmann                                            | 100m (v)                 | halve finale | serie 1: 1ste in 13,0                                                                               |
| Leni Junker                                              | 100m (v)                 | halve finale | serie 4: 1ste in 12,8                                                                               |
| Leni Schmidt                                             | 100m (v)                 | DSQ          | serie 6: 1ste in 12,8 finale: gediskwalificeerd                                                     |
| Erna Steinberg                                           | 100m (v)                 | DNS          | serie 2: 1ste in 12,8 finale: 4de in 12,4                                                           |
| Marie Dollinger                                          | 800m (v)                 | 7e           | serie 1: 1ste in 2.22,4 (OR) finale: 7de in 2.23,0                                                  |
| Elisabeth Oestreich                                      | 800m (v)                 | series       | serie 1: 5de                                                                                        |
| Lina Radke                                               | 800m (v)                 | Goud         | serie 2: 1ste in 2.26,0 finale: 1ste in 2.16,8 (WR)                                                 |
| Elfriede Wever                                           | 800m (v)                 | 9e           | serie 3: 3de finale: 9de                                                                            |
| Anni Holdmann Leni Junker Rosa Kellner Leni Schmidt      | 4x100m (v)               | Brons        | serie 2: 2de in 49,8 finale: 3de in 49,0                                                            |
| Inge Braumüller                                          | hoogspringen (v)         | 7e           | 1,48m                                                                                               |
| Elisabeth Bonetsmüller                                   | hoogspringen (v)         | 18e          | 1,40m                                                                                               |
| Helma Notte                                              | hoogspringen (v)         | 6e           | 1,48m                                                                                               |
| Grete Heublein                                           | discuswerpen (v)         | 5e           | groep 1: 3de met 35,56m finale: 5de met 35,56m                                                      |
| Charlotte Mäder                                          | discuswerpen (v)         | 9e           | groep 2: 4de met 32,22m                                                                             |
| Paula Mollenhauer                                        | discuswerpen (v)         | 12e          | groep 1: 8ste met 30,94m                                                                            |
| Milly Reuter                                             | discuswerpen (v)         | 4e           | groep 2: 1ste met 34,75m finale: 4de met 35,86m                                                     |

### Boksen
| Olympiër        | Discipline  | Resultaat | Prestatie |
| --------------- | ----------- | --------- | --- |
| Hubert Ausböck  | -50,8kg (m) | 5e        | 1ste ronde: vrij 2de ronde: W van SWE Bohman: punten kwartfinale: V van HUN Kocsis: punten                                                         |
| Hans Ziglarski  | -53,5kg (m) | 9e        | 1ste ronde: vrij 2de ronde: V van CAN Glionna: punten                                                                                              |
| Elmer Kloos     | -57,2kg (m) | 9e        | 1ste ronde: vrij 2de ronde: V van BEL Biquet: punten                                                                                               |
| Franz Dübbers   | -61,2kg (m) | 9e        | 1ste ronde: W van NOR Lind: punten 2de ronde: V van ARG Bonfiglio: punten                                                                          |
| William Walther | -66,7kg (m) | 17e       | 1ste ronde: V van RHS Hall: punten |
| Albert Leidmann | -72,6kg (m) | 9e        | 1ste ronde: W van GRE Kaldis: punten 2de ronde: V van BEL Steyaert: punten                                                                         |
| Ernst Pistulla  | -79,4kg (m) | Zilver    | 1ste ronde: W van USA Luca: punten kwartfinale: W van IRL Murphy: punten halve finale: W van NED Miljon: punten finale: V van ARG Avendano: punten |
| Hans Schönrath  | +79,4kg (m) | 5e        | 1ste ronde: vrij kwartfinale: V van SWE Ramm: punten                                                                                               |

### Gewichtheffen
| Olympiër          | Discipline  | Resultaat | Prestatie |
| ----------------- | ----------- | --------- | --------- |
| Eugen Mühlberger  | -60kg (m)   | 11e       | 255 kg    |
| Hans Wölpert      | -60kg (m)   | Brons     | 282,5 kg  |
| Kurt Helbig       | -67,5kg (m) | Goud      | 322,5 kg  |
| Willi Reinfrank   | -67,5kg (m) | 5e        | 295 kg    |
| Willy Hofmann     | -75kg (m)   | 6e        | 305 kg    |
| Franz Zinner      | -75kg (m)   | 4e        | 322,5 kg  |
| Karl Bierwirth    | -82,5kg (m) | 7e        | 315 kg    |
| Jakob Vogt        | -82,5kg (m) | 4e        | 335 kg    |
| Josef Straßberger | +82,5kg (m) | Goud      | 372,5 kg  |
| Hermann Volz      | +82,5kg (m) | 8e        | 340 kg    |

### Hockey
| Olympiër | Discipline | Resultaat | Prestatie                                                                                                  |
| --- | ---------- | --------- | --- |
| Bruno BocheKarl-Heinz Irmer Georg Brunner Herbert Kemmer Heinz Förstendorf Fritz Lincke Erwin Franzkowiak Herbert Müller Werner Freyberg Werner Proft Theodor Haag Heinz Schäfer Hans Haußmann Gerd Strantzen Kurt Haverbeck Kurt Weiß Aribert Heymann Rolf Wollner Herbert Hobein Heinz Wöltje Fritz Horn Erich Zander | mannen     | Brons     | groep B: 2de W van Spanje: 5-1 V van Nederland: 1-2 W van Frankrijk: 2-0 bronzen finale: W van België: 3-0 |

| Groep A |           |             |             |             |             |            |            |            |        |
| #       | Land      | Wedstrijden | Wedstrijden | Wedstrijden | Wedstrijden | Doelpunten | Doelpunten | Doelpunten | Punten |
| #       | Land      | G           | W           | G           | V           | V          | T          | Saldo      | Punten |
| 1       | Nederland | 3           | 2           | 1           | 0           | 8          | 2          | +6         | 5      |
| 2       | Duitsland | 3           | 2           | 0           | 1           | 8          | 3          | +5         | 4      |
| 3       | Frankrijk | 3           | 1           | 0           | 2           | 2          | 8          | -6         | 2      |
| 4       | Spanje    | 3           | 1           | 1           | 2           | 3          | 8          | -5         | 1      |

| Ronde          | Datum     | Plaats    | Land | Score     | Land |
| -------------- | --------- | --------- | ---- | --------- | ---- |
| Groepsfase     |           |           |      |           |      |
| 17 mei         | Amsterdam | Duitsland | 5-1  | Spanje    |      |
| 19 mei         | Amsterdam | Nederland | 2-1  | Duitsland |      |
| 22 mei         | Amsterdam | Duitsland | 2-0  | Frankrijk |      |
| Bronzen finale |           |           |      |           |      |
| 26 mei         | Amsterdam | Duitsland | 3-0  | België    |      |

### Moderne vijfkamp
| Olympiër       | Discipline | Resultaat | Prestatie |
| -------------- | ---------- | --------- | --------- |
| Heinz Hax      | mannen     | 5e        | 59 punten |
| Hermann Hölter | mannen     | 7e        | 69 punten |
| Helmuth Kahl   | mannen     | Brons     | 52 punten |

### Paardensport
| Olympiër                                                       | Discipline  | Resultaat | Prestatie      |
| Dressuur                                                       | Dressuur    | Dressuur  | Dressuur       |
| -------------------------------------------------------------- | ----------- | --------- | -------------- |
| Hermann Linkenbach                                             | individueel | 6e        | 224,26 punten  |
| Carl Freiherr von Langen                                       | individueel | Goud      | 237,42 punten  |
| Eugen von Lotzbeck                                             | individueel | 11e       | 208,04 punten  |
| Hermann Linkenbach Carl Freiherr von Langen Eugen von Lotzbeck | team        | Goud      | 669,72 punten  |
| Eventing                                                       |             |           |                |
| Walter Feyerabend                                              | individueel | DNF       | niet gefinisht |
| Rudolf Lippert                                                 | individueel | 10e       | 1872,62 punten |
| Bruno Neumann                                                  | individueel | Brons     | 1944,42 punten |
| Walter Feyerabend Rudolf Lippert Bruno Neumann                 | team        | 4e        | 3817,04 punten |
| Springconcours                                                 |             |           |                |
| Eduard Krüger                                                  | individueel | 11e       | 2 strafpunten  |
| Richard Sahla                                                  | individueel | 14e       | 4 strafpunten  |
| Carl Friedrich von Langen-Parow                                | individueel | 28e       | 28 strafpunten |
| Eduard Krüger Richard Sahla Carl Friedrich von Langen-Parow    | team        | 7e        | 14 strafpunten |

### Roeien
| Olympiër | Discipline      | Resultaat | Prestatie |
| --- | --------------- | --------- | --- |
| Walter Flinsch                                                                                                   | skiff (m)       | 13e       | serie 2: 2de in 8.21,8 herkansingen: 2de in 8.23,4                                                              |
| Horst Hoeck Gerhard Voigt                                                                                        | dubbel-twee (m) | 5e        | serie 1: 1ste in 8.02,2 kwartfinale 3: 1ste in 6.54,4 halve finale 2: 2de in 6.48,2                             |
| Bruno Müller Kurt Moeschter                                                                                      | twee-zonder (m) | Goud      | serie 1: 1ste in 8.14,2 kwartfinale 3: 1ste in 7.19,4 halve finale 1: 1ste in 7.08,2 finale: 1ste in 7.06,4     |
| Heinrich Zänker Wolfgang Goedecke Günther Roll Werner Zschiesche                                                 | vier-zonder (m) | 4e        | serie 2: 2de in 7.21,0 herkansingen: 1ste in 7.21,4 kwartfinale 1: 2de                                          |
| Karl Golzo Hans Nickel Karl Hoffmann Werner Kleine                                                               | vier-met (m)    | 6e        | serie 4: 1ste in 7.19,8 kwartfinale 2: 2de in 8.04,4 herkansingen: 1ste in 6.58,4 halve finale 3: 2de in 7.26,4 |
| Karl Aletter Ernst Gaber Wilhelm Reichert Erwin Hoffstätter Hermann Herbold Gustav Maier Robert Huber Hans Maier | acht (m)        | 5e        | serie 3: 1ste in 6.33,0 kwartfinale 2: 1ste in 6.31,6 herkansingen: 2de in 6.42,8                               |

### Schermen
| Olympiër                                                                            | Discipline      | Resultaat | Prestatie |
| ----------------------------------------------------------------------------------- | --------------- | --------- | --- |
| Theodor Fischer                                                                     | degen (m)       | 35e       | 1ste ronde groep E: 4de met 4 overwinningen 2de ronde groep B: 12de met 1 overwinning                                                |
| Hans Halberstadt                                                                    | degen (m)       | 18e       | 1ste ronde groep A: 5de met 5 overwinningen 2de ronde groep A: 3de met 7 overwinningen halve finale groep B: 9de met 0 overwinningen |
| Fritz Jack                                                                          | degen (m)       | 23e       | 1ste ronde groep B: 6de met 3 overwinningen 2de ronde groep C: 9de met 4 overwinningen                                               |
| Theodor Fischer Fritz Gazzera Hans Halberstadt Fritz Jack                           | degen team (m)  | 10e       | 1ste ronde groep G: 1ste met 1 overwinning 2de ronde groep B: 4de met 1/2 overwinning                                                |
| Erwin Casmir                                                                        | floret (m)      | Zilver    | 1ste ronde groep B: 2de met 4 overwinningen halve finale groep A: 1ste met 6 overwinningen finale: 2de met 9 overwinningen           |
| Fritz Gazzera                                                                       | floret (m)      | 8e        | 1ste ronde groep C: 2de met 3 overwinningen halve finale groep C: 4de met 4 overwinningen finale: 8ste met 4 overwinningen           |
| Julius Thomson                                                                      | floret (m)      | 34e       | 1ste ronde groep H: 7de met 2 overwinningen                                                                                          |
| Erwin Casmir Fritz Gazzera Julius Thomson Wilhelm Löffler August Heim Heinrich Moos | floret team (m) | 11e       | 1ste ronde groep A: 3de met 1 overwinning                                                                                            |
| Erwin Casmir                                                                        | sabel (m)       | 6e        | 1ste ronde groep G: 1ste met 4 overwinningen halve finale groep B: 2de met 6 overwinningen finale: 6de met 6 overwinningen           |
| Heinrich Moos                                                                       | sabel (m)       | 17e       | 1ste ronde groep D: 2de met 4 overwinningen halve finale groep A: 6de met 2 overwinningen                                            |
| Hans Thomson                                                                        | sabel (m)       | 12e       | 1ste ronde groep H: 3de met 4 overwinningen halve finale groep C:: 2de met 4 overwinningen finale: 12de met 0 overwinningen          |
| Erwin Casmir Heinrich Moos Hans Halberstadt Hans Thomson                            | sabel team (m)  | 4e        | 1ste ronde groep D: 1ste met 1 overwinning 'halve finale groep B: 2de met 2 overwinningen finale: 4de met 0 overwinningen            |
|                                                                                     |                 |           | |
| Helene Mayer                                                                        | floret (v)      | Goud      | 1ste ronde groep A: 2de met 5 overwinningen halve finale groep A: 1ste met 6 overwinningen finale: 1ste met 7 overwinningen          |
| Olga Oelkers                                                                        | floret (v)      | Brons     | 1ste ronde groep D: 1ste met 4 overwinningen halve finale groep A: 3de met 4 overwinningen finale: 3de met 4 overwinningen           |
| Erna Sondheim                                                                       | floret (v)      | 4e        | 1ste ronde groep B: 1ste met 5 overwinningen halve finale groep B: 3de met 4 overwinningen finale: 4de met 3 overwinningen           |

### Schoonspringen
| Olympiër           | Discipline    | Resultaat | Prestatie                                                     |
| ------------------ | ------------- | --------- | ------------------------------------------------------------- |
| Arthur Mund        | 3m plank (m)  | 5e        | groep 3: 2de met 148,48 punten finale: 5de met 154,72 punten  |
| Heinz Plumanns     | 3m plank (m)  | 8e        | groep 1: 2de met 148,00 punten finale: 8ste met 150,18 punten |
| Ewald Riebschläger | 3m plank (m)  | 6e        | groep 2: 3de met 151,20 punten finale: 6de met 153,86 punten  |
| Julius Rehborn     | 10m toren (m) | 9e        | groep 2: 3de met 83,46 punten finale: 9de met 67,78 punten    |
| Ewald Riebschläger | 10m toren (m) | 5e        | groep 3: 2de met 81,98 punten finale: 5de met 82,44 punten    |
| Karl Schumm        | 10m toren (m) | 6e        | groep 1: 3de met 81,44 punten finale: 6de met 80,54 punten    |
|                    |               |           |                                                               |
| Margret Borgs      | 3m plank (v)  | 5e        | 65,16 punten                                                  |
| Ilse Meudtner      | 3m plank (v)  | 4e        | 67,42 punten                                                  |
| Lini Söhnchen      | 3m plank (v)  | 6e        | 63,28 punten                                                  |
| Margret Borgs      | 10m toren (v) | 15e       | groep 1: 9de met 23,60 punten                                 |
| Hanni Rehborn      | 10m toren (v) | 6e        | groep 2: 3de met 28,20 punten finale: 6de met 26,50 punten    |

### Voetbal
| Olympiër | Discipline | Resultaat | Prestatie                                                                          |
| --- | ---------- | --------- | ---------------------------------------------------------------------------------- |
| Ernst Albrecht Albert Beier Paul Gehlhaar Hans Gruber Conrad Heidkamp Ludwig Hofmann Richard Hofmann Franz Horn Josef Hornauer Hans Kalb Georg Knöpfle Emil Kutterer Ernst Kuzorra Ludwig Leinberger Josef Müller Ernst Nagelschmitz Josef Pöttinger Baptist Reinmann Josef Schmitt Heinrich Stuhlfauth Heinrich Weber Hans Wentorf | mannen     | 5e        | voorronde: vrij 1ste ronde: W van Zwitserland: 4-0 kwartfinale: V van Uruguay: 1-4 |

### Waterpolo
| Olympiër                                                                                                   | Discipline | Resultaat | Prestatie |
| --- | ---------- | --------- | --- |
| Max Amann Otto Cordes Karl Bähre Fritz Gunst Emil Benecke Erich Rademacher Johann Blank Joachim Rademacher | mannen     | Goud      | 1ste ronde: vrij kwartfinale: W van België: 5-3 halve finale: W van Groot-Brittannië: 8-5 finale: W van Hongarije: 5-2 |

### Wielersport
| Olympiër                                               | Discipline               | Resultaat | Prestatie |
| Baan                                                   | Baan                     | Baan      | Baan |
| ------------------------------------------------------ | ------------------------ | --------- | --- |
| Hans Bernhardt                                         | sprint (m)               | 4e        | voorronde: 1ste kwartfinale 1: W van BEL Van Massenhove halve finale 2: V van FRA Beaufrand bronzen finale: V van DEN Hansen |
| Kurt Einsiedel                                         | tijdrit (m)              | 4e        | 1.17,1 |
| Hans Bernhardt Karl Köther                             | tandem (m)               | Brons     | 1ste ronde: W van Polen: 12,4 halve finale 2: V van Nederland bronzen finale: W van Italië: 12,2                             |
| Josef Steger Anton Joksch Kurt Einsiedel Hans Dormbach | ploegenachtervolging (m) | 5e        | 1ste ronde: W van Canada kwartfinale 4: V van Italië                                                                         |
| Weg                                                    |                          |           | |
| Arthur Essing                                          | wegwedstrijd (m)         | DNF       | niet gefinisht |
| Karl Koch                                              | wegwedstrijd (m)         | 45e       | 5:33.32 |
| Otto Kürschner                                         | wegwedstrijd (m)         | DNF       | niet gefinisht |
| Bernhard Stübecke                                      | wegwedstrijd (m)         | DNF       | niet gefinisht |

### Worstelen
| Olympiër         | Discipline     | Resultaat      | Prestatie      |
| Grieks-Romeins   | Grieks-Romeins | Grieks-Romeins | Grieks-Romeins |
| ---------------- | -------------- | -------------- | -------------- |
| Eugen Mühlberger | -56kg (m)      | Goud           |                |
| Ernst Steinig    | -61kg (m)      | 5e             |                |
| Ede Sperling     | -65kg (m)      | Zilver         |                |
| Hermann Simon    | -79kg (m)      | 13e            |                |
| Adolf Rieger     | -87kg (m)      | Zilver         |                |
| Georg Gehring    | +87kg (m)      | Brons          |                |

### Zeilen
| Olympiër                                                         | Discipline | Resultaat | Prestatie                    |
| ---------------------------------------------------------------- | ---------- | --------- | ---------------------------- |
| Egon Beyn                                                        | dinghy 12  | 5e        | 30 punten: (3-2-1-3-4-4-6-7) |
| Ernst Laeis Anton Huber Hans Paschen Oswald Thomsen Carl Wentzel | 6m         | 9e        |                              |

### Zwemmen
| Olympiër                                                        | Discipline            | Resultaat    | Prestatie                                                                               |
| --------------------------------------------------------------- | --------------------- | ------------ | --------------------------------------------------------------------------------------- |
| Herbert Heinrich                                                | 100m vrije slag (m)   | series       | serie 3: 4de                                                                            |
| August Heitmann                                                 | 100m vrije slag (m)   | halve finale | serie 1: 3de in 1.02,2 halve finale 3: 3de in 1.03,6                                    |
| Karl Schubert                                                   | 100m vrije slag (m)   | halve finale | serie 6: 2de in 1.03,8 halve finale 2: 5de                                              |
| Friedel Berges                                                  | 400m vrije slag (m)   | series       | serie 1: 3de in 5.27,8                                                                  |
| Walter Handschuhmacher                                          | 400m vrije slag (m)   | series       | serie 4: 3de in 5.32,0                                                                  |
| Herbert Heinrich                                                | 400m vrije slag (m)   | halve finale | serie 3: 2de in 5.20,0 halve finale 2: 5de                                              |
| Walter Handschuhmacher                                          | 1500m vrije slag (m)  | series       | serie 5: 4de in 22.18,6                                                                 |
| Ernst Küppers                                                   | 100m rugslag (m)      | 5e           | serie 4: 1ste in 1.14,0 halve finale 2: 2de in 1.14,2 finale: 5de in 1.13,8             |
| Albert Schumberg                                                | 100m rugslag (m)      | series       | serie 1: 3de in 1.16,6                                                                  |
| Johann Schulz                                                   | 100m rugslag (m)      | series       | serie 1: 4de in 1.17,2                                                                  |
| Ernst Budig                                                     | 200m schoolslag (m)   | series       | serie 2: 5de in 2.58,8                                                                  |
| Erich Rademacher                                                | 200m schoolslag (m)   | Zilver       | serie 2: 1ste in 2.52,0 (OR) halve finale 2: 1ste in 2.56,6 finale: 2de in 2.50,6       |
| Erwin Sietas                                                    | 200m schoolslag (m)   | 4e           | serie 1: 2de in 2.57,4 halve finale 2: 3de in 2.57,8 finale: 4de in 2.56,6              |
| Karl Schubert Friedel Berges Herbert Heinrich                   | 4x200m vrije slag (m) | series       | serie 3: 4de                                                                            |
|                                                                 |                       |              |                                                                                         |
| Reni Erkens                                                     | 100m vrije slag (v)   | series       | serie 1: 4de in 1.15,0                                                                  |
| Charlotte Lehmann                                               | 100m vrije slag (v)   | 6e           | serie 6: 1ste in 1.15,6 halve finale 2: 3de in 1.15,8 finale: 6de in 1.15,2             |
| Dora Schönemann                                                 | 400m vrije slag (v)   | series       | serie 1: 6de in 6.37,0                                                                  |
| Reni Erkens                                                     | 400m vrije slag (v)   | series       | serie 4: 4de                                                                            |
| Charlotte Lehmann                                               | 400m vrije slag (v)   | series       | serie 2: 4de in 6.28,0                                                                  |
| Charlotte Mühe                                                  | 200m schoolslag (v)   | Brons        | serie 2: 1ste in 3.14,2 halve finale 1: 2de in 3.16,8 finale: 3de in 3.17,6             |
| Hilde Schrader                                                  | 200m schoolslag (v)   | Goud         | serie 1: 1ste in 3.11,6 (OR) halve finale 2: 1ste in 3.11,2 (WR) finale: 1ste in 3.12,6 |
| Elfriede Zimmermann                                             | 200m schoolslag (v)   | halve finale | serie 3: 2de in 3.18,6 halve finale 1: 5de                                              |
| Charlotte Lehmann Reni Erkens Herta Wunder Irmintraut Schneider | 4x100m vrije slag (v) | 4e           | serie 2: 2de in 5.19,0 finale: 4de in 5.14,4                                            |

Argentinië · Australië · België · Brits-Indië · Bulgarije · Canada · Chili · Cuba · Denemarken · Duitsland · Egypte · Estland · Filipijnen · Finland · Frankrijk · Griekenland · Groot-Brittannië · Haïti · Hongarije · Ierland · Italië · Japan · Joegoslavië · Letland · Litouwen · Luxemburg · Malta · Mexico · Monaco · Nederland · Nieuw-Zeeland · Noorwegen · Oostenrijk · Panama · Polen · Portugal · Roemenië · Spanje · Tsjecho-Slowakije · Turkije · Uruguay · Verenigde Staten · Zuid-Afrika · Zuid-Rhodesië · Zweden · Zwitserland